# ГЕС Ітуанго
ГЕС Ітуанго — гідроелектростанція, що соруджується у Колумбії, за сотню кілометрів на північ від Медельїну. Використовуватиме ресурс із річки Каука, лівої притоки Магдалени (впадає до Карибського моря в місті Барранкілья). 
В межах проекту річку перекриють кам’яно-накидною греблею із земляним ядром висотою 225 метрів та довжиною 550 метрів, яка потребуватиме 20 млн м3 матеріалу. На час будівництва воду відвели за допомогою двох тунелів довжиною по 1 км з діаметром 14 метрів. Гребля утримуватиме витягнуте по долині річки на 79 км водосховище з площею поверхні 38 км2 та об’ємом 2720 млн м3 (корисний об’єм 980 млн м3). 
Пригреблевий машинний зал споруджений у підземному виконанні, а доступ персоналу до нього здійснюватиметься через тунель довжиною 1 км. Так само під землею розташується приміщення для трансформаторного обладнання. 
На станції встановлять вісім турбін типу Френсіс потужністю по 307 МВт (загальна потужність ГЕС номінується як 2400 МВт), які при напорі у 197 метрів повинні забезпечувати виробництво 13,9 млрд кВт-год електроенергії на рік.
Видача продукції відбуватиметься по ЛЕП, розрахованій на роботу під напругою 500 кВ.

## Зсув весною 2018
28 квітня 2018 року, за місяць до завершення греблі, біля будівельного майданчика стався великий зсув, який перекрив вихід одного з тунелів, котрі перепускали воду Кауки. Оскільки на той момент вже готувались до заповнення сховища, другий тунель того ж призначення був заблокований самими будівельниками, що призвело до небезпечного зростання рівня води за ще незавершеною греблею. Враховуючи ризик руйнації споруди, 10 травня прийняли рішення затопити машинний зал, організувавши перепуск води через нього. Це призвело до втрати вже змонтованого трансформаторного та деякого іншого обладнання, але дозволило знизити рівень у сховищі. Втім, вже за два дні один із зазначених на початку тунелів самостійно розблокувався.
Осінню 2018-го власник станції Empresas Publicas de Medellin повідомив про продовження робіт на греблі та очікування виведення її на заплановану висоту у першому кварталі 2019 року. При цьому окрім відсипки споруди також велись роботи з підсилення контакту між греблею та гірським масивом за допомогою бетонних ін’єкцій.